# 綦江龍屬
綦江龍是一屬植食性蜥腳下目馬門溪龍科恐龍，生存于白垩纪早期的中国。

## 发现
1994年，四川省原綦江县古南镇河坝村村民蔡长明在自家后院首次发现綦江龙的一节椎骨。2006年，綦江区附近的建筑工地发现一个标本丰富的化石采石场。研究者因此对早期发现进行重新检查，并发现一具骨骼。2015年，模式種果殼綦江龍（Qijianglong guokr）由邢立達（中国地质大学）、宮下哲人（阿爾伯塔大學）、張建平、李大慶、葉勇（自貢恐龍博物館）、關谷透（福井县立恐龙博物馆）、王風平、菲力普·柯里命名、敘述，標本是一個包含頭骨的部分骨骼。属名取自化石发现地綦江和汉语“龙”；种名致敬科普网站果壳网。
正模标本QJGPM 1001发现于遂宁组的一层，地质年龄曾被认为是晚侏罗世，但近期的放射性测年将其年代定为白垩纪中期（阿普第阶晚期）。由带有颅骨的部分骨骼组成，包括颅骨后部、部分右下颌、十七节完整的颈椎、前六节背椎、肋骨、疑似的第十节尾椎、二十八节后段尾椎、人字骨、左耻骨和两节趾骨，可能代表一个体型较大的未成熟个体。
綦江龙正模标本长约十五米，拥有极长的颈部。描述者建立数个鉴别特征，其中四个为自衍征。在较低的脑壳上，翼基突呈板状，沿骨轴方向延伸，并有一个平行于基底结节的额外突起。颈椎正常关节面旁边的后关节突外侧有额外的指形延伸，使颈部在水平面上变僵硬但可以垂直运动。后段颈椎在椎弓横突、上肋骨关节突和神经棘之间的凹陷处具有气腔。耻骨前缘凹陷并强烈弯曲，导至其下端更偏向前方而非指向下方。

## 分类
綦江龙被置于马门溪龙科的基干位置，在分支图中位于天府峨眉龙上方。